# Barak Levi
Barak Levi (in ebraico ברק לוי‎?; 7 gennaio 1993) è un calciatore israeliano, portiere svincolato.

## Carriera

### Club
Levi ha cominciato la carriera con la maglia del Maccabi Tel Aviv. Ha esordito nella Ligat ha'Al il 23 aprile 2011, nella vittoria per 3-1 sull'Ironi Kiryat Shmona.

### Nazionale
Levi è stato convocato nella nazionale israeliana Under-21 dal commissario tecnico Guy Luzon, in vista del campionato europeo di categoria 2013.